# Нгуги Ва Тхионго
Нгуги ва Тхионго (кикуйю Ngũgĩ wa Thiong'o [ŋgoɣe wa ðiɔŋɔ], имя при рождении — Джеймс Нгуги, 5 января 1938 — 28 мая 2025, Бьюфорд, Джорджия) — кенийский писатель и драматург левых взглядов. Писал на английском языке и языке кикуйю. В 2009 году был номинирован на премию Букер за совокупность созданного. В 2010, 2014 и 2021 годах рассматривался как один из наиболее вероятных кандидатов на Нобелевскую премию.

## Биография
Нгуги ва Тхионго (имя при рождении Джеймс Нгуги) родился 5 января 1938 года в Лимуру, Кения. Сначала он учился в миссионерской школе, а затем в свободной школе кикуйю. Учился в Университете Макерере в Уганде с 1959 по 1964 год, где получил диплом бакалавра по английскому языку, после чего работал полгода журналистом в местной газете Найроби. Через полгода отправился в Англию, где продолжил изучение литературы.
В 1962 году в Национальном театре Уганды в Кампале поставлена его пьеса «Чёрный отшельник», в 1976 году — пьеса «Процесс Дедана Кимафи» — в Национальном театре Кении в Найроби.
В 1967 году вернулся в Кению, где начал работать на кафедре английской филологии в университете Найроби. Именно в этот период он сменил своё христианское имя Джеймс на Нгуги. Через два года покинул университет в знак протеста во время студенческих волнений, а с 1970 по 1971 годы преподавал африканскую литературу в Северо-Западном университете штата Иллинойс, но позже вернулся в университет Найроби, где стал доцентом кафедры английской филологии.
В 1973 году удостоен премии «Лотос» на конференции писателей Азии и Африки в Алма-Ате. В 1974 году по приглашению Союза писателей СССР жил в Ялте, где завершил свой роман «Кровавые лепестки».
В 1977 году Нгуги был арестован кенийскими властями. Против него не выдвинули официальных обвинений, но предполагалось, что он был арестован из-за кампании по пробуждению политической активности среди селян и рабочих в родном городке. В 1978 году он был признан узником совести организацией «Международная амнистия» и освобожден. Однако после освобождения он больше не смог вернуться преподавать в местный университет.
В 1982 году Нгуги уехал в Англию для написания романа, замысел которого появился, ещё когда автор находился в тюрьме. В то время в Кении начался государственный переворот, и Тхионго решил и далее оставаться в Англии. С 1977 года жил и преподавал в США в Йельском университете, Нью-Йоркском университете и Калифорнийском университете в Ирвайне.

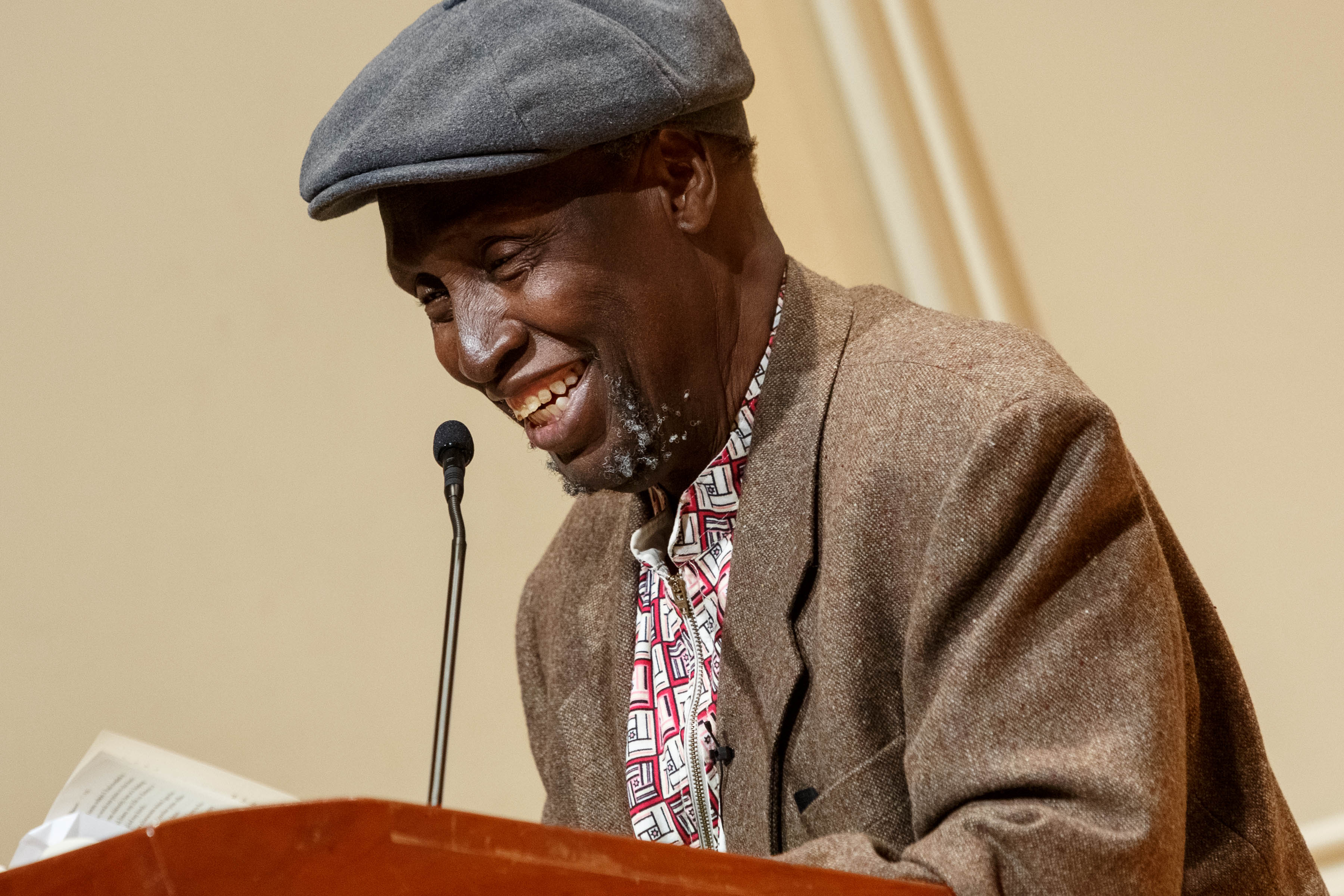
2019 год

8 августа 2004 года приехал на родину в рамках месячного тура по Восточной Африке, 11 августа писатель и его жена стали жертвами грабежа и насилия в снятой ими охраняемой квартире. 10 ноября 2006 года, находясь в Сан-Франциско в отеле Vitale в Эмбаркадеро, был подвергнут преследованиям и получил приказ покинуть отель от сотрудника. Это событие вызвало общественный резонанс и возмутило афроамериканцев и представителей африканской диаспоры, проживающих в Америке; отель принёс извинения.
Умер 28 мая 2025 года в возрасте 87 лет в больнице в Бьюфорде, Джорджия.

## Литературная карьера
Причина, по которой Нгуги — величайший писатель, появившийся в Восточной и Центральной Африке, состоит в том, что он, как и Питер Абрахамс в Южной Африке и Чинуа Ачебе в Западной Африке, пишет на серьёзные темы.
Kenya; Is It Politics Or Myth?. Africa News. The East African Standard. September 8, 2002
Нгуги ва Тхионго считается одним из наиболее талантливых писателей восточной Африки. С 1960 года он написал большое число романов, пьес и критических эссе. В своих произведениях Тхионго сосредотачивался на социальных, культурных и политических проблемах в Кении.
В своих первых романах «Не плачь, дитя» и «На разных берегах» (англ. The river between) писатель говорил о травматических эффектах восстания народности мау-мау, которое повлияло на жизнь семьи народности кикуйю и влияния движения независимых школ на сельские школы кикуйю.
Дебютировал автобиографическим романом «Не плачь, дитя» (1964, рус. пер. 1967), герой которого Нджороге, во время восстания Мау Мау уклоняется от участия в борьбе, занимая примиренческую позицию, но веря, что в будущем его ждут великие дела и особая миссия. Однако позже Нджороге начинает считать себя трусом и близок к самоубийству, от которого его спасает мать.
В романе «На разных берегах» (1965) живущие в горах по разные стороны от реки Хониа племена конкурируют за звание народа, из которого вышел давно умерший пророк Муго, предсказавший появление белых людей («одетых как бабочки»), захват местных земель и то, что один из жителей вызволит народ из неволи. Школьный учитель Вайяки, считающий себя потомком Муго, несколько лет учится у миссионеров в районе Найроби и решает, что именно он должен спасти свой народ. Однако попытка Вайяки примирить христианство с традиционными верованиями неудачна — герой гибнет от рук соплеменников.
Третий роман «Пшеничное зерно» (1967) соединил в себе воспоминания о восстании мау-мау с описанием Кении перед обретением ею независимости.
В этой книге российские исследователи видят влияние Достоевского и его представлений об очистительной роли признания вины. В романе нарушается последовательность событий и чередуются эпизоды из прошлого и настоящего. (Ещё нетипичное для африканской прозы 1960-х годов явление). Его герой Муго во время восстания выдал английским колониальным властям партизанского вождя Кихику. Желая искупить осознаваемую им вину, он оскорбляет английского офицера и на четыре года попадает в концлагерь. После получения Кенией независимости его приглашают выступить на деревенском празднике как участника освободительной борьбы. Однако Муго на площади публично признаётся в своём предательстве.
В книге «Кровавые лепестки» (1977), его наиболее длинном и наиболее сложном романе, Тхионго с ещё большей точностью описывает эксплуатацию кенийского рабочего народа новой элитой. В «Кровавых лепестках» российские литературоведы видят влияние социалистического реализма (однако без образа активного положительного героя); а ядовитый красный цветок в названии символизирует развитие капитализма и принесенные им социальные контрасты.
В романе рассказывается история четверых героев, которые сидят за убийство. Один из них учитель и общественный активист Карега; второй — Мунира, бывший директор школы и противник общественной борьбы; третий — Абдулла, полуиндиец, который принимал участие в войне за независимость; четвёртый — бывшая проститутка, ныне владелица доходных домов и увеселительного заведения Ванджа.
Писатель всегда сочувствовал угнетённым людям в своей стране. До независимости почти все кенийцы были угнетёнными, но после обретения независимости угнетенным оказался только рабочий класс, что и показывал Нгуги ва Тхионго в своих произведениях. Направленность критики с колониального правительства смещается на новоколониальное. Это стало очевидно в работах, которые он написал после «Кровавых лепестков».
В романе «Распятый дьявол» (1980, вначале опубликован на кикуйю; по-английски 1982; рус. пер. 1985) автор через аллегорию и символизм пытался изобразить зло капитализма в современной Кении. Тхионго пытался писать на кикуйю для того, чтобы то, что он пытался сказать, было понятно для широких масс населения, но в то же время он пытался писать политические и культурные эссе на английском для международного признания.
Короткие произведения были собраны в 4 тома: «Возвращение домой: эссе об африканской и карибской литературе, культура и политика» (1971), «Писатели в политике» (1981), «Дуло ручки: сопротивление угнетению в постколониальной Кении» (1983), «Деколонизация сознания: языковая политика в африканской литературе» (1986) и «Смещение центров: борьба за культурную свободу» (1993). Также автором была написана автобиография о времени, проведённом в заключении «Задержанный: дневник писателя-арестанта» (1981).
«Распятый дьявол» — сатирический памфлет. Несколько героев получают приглашение на «бал сатаны» — так местные студенты назвали собрание богачей, на котором те будут участвовать в конкурсе, рассказывая, как нажили своё богатство. На сцене появляются как мелкие жулики, так и крупные спекулянты. Наконец слово предоставляется рабочему лидеру, и капиталисты бегут, спасаясь от гневной толпы.
Главный герой озаглавленного его именем романа «Матигари ва Нджуруунги» (1989) — бывший участник восстания Мау Мау, желающий начать мирную жизнь. По пути домой, к семье, он попадает в тюрьму, затем в психиатрическую лечебницу, но, сбежав оттуда, приходит к выводу о необходимости вооруженного восстания для восстановления справедливости. Убедившись в угнетении народа, он организует забастовку, бунт заключенных в тюрьме, и наконец — народное восстание, в ходе которого организуются поджоги имущества богачей. Преследуемые солдатами, Матигари и его спутница гибнут в реке, однако его друг, мальчик-сирота Муриуки, выкапывает спрятанный героем автомат Калашникова и готовится продолжить борьбу.
Сатирически-фарсовый характер носит также роман «Вороний маг» (2007), главным героям которого удается разоблачить жестокого диктатора условной африканской страны Абуририи  (есть авторские версии книги на кикуйю и английском).
Его последние книги: «Глобалектика: теория и политика познания» (2012), сборник эссе «Что-то разорванное и новое: Африканский ренессанс» (Something Torn and New: An African Renaissance, 2009; Нгуги пишет о решающей роли африканских языков в «воскрешении африканской памяти»), автобиографические работы «Сны во время войны: воспоминания детства» (Dreams in a Time of War: a Childhood Memoir, 2010) и «В доме толкователя» (In the House of the Interpreter: A Memoir, 2012). Его книга «Идеальная девятка», первоначально написанная и опубликованная на кикуйю, была переведена на английский язык в 2020 году и представляет собой осмысление средствами мифоэпической поэзии истории происхождения его народа: «роман-квест в стихах, который исследует фольклор, мифы и аллегории через феминистскую и панафриканскую призму». В этой истории чудес и упорства автор акцентирует народные добродетели: стремление к красоте, необходимость личного мужества, важность сыновнего благочестия и понимание жизни как божественного дар. В марте 2021 года «Идеальная девятка» стала первой работой, написанной на коренном африканском языке, которая была включена в список претендентов на Международную Букеровскую премию, причем Нгуги стал первым номинантом как автор и переводчик одной и той же книги.

## Публикации, переведённые на русский язык
- Пшеничное зерно. Рассказы. М.: Прогресс, 1977 (Мастера современной прозы)
- Кровавые лепестки. М.: Прогресс, 1981
- Не плачь, дитя. Пшеничное зерно. Рассказы. М.: Правда, 1987.
- Пшеничное зерно. Распятый дьявол. М.: Художественная литература, 1988.

## Личная жизнь
семья
Четверо из его детей также являются опубликованными авторами Те Нгуги, Мукома ва Нгуги, Ндуку ва Нгуги и Ванджику ва Нгуги. В марте 2024 года Мукома написал в Twitter, что его отец применил физическое насилие к его матери, которая сейчас умерла Нгуги не признал себя виновным.